# Saison 2018-2019 du LOSC Lille
Maillots
Chronologie
Saison précédente Saison suivante
La saison 2018-2019 du LOSC est la cinquante-neuvième saison du club nordiste en première division du championnat de France, la dix-neuvième consécutive du club au sommet de la hiérarchie du football français.
Le club évolue en Ligue 1, en Coupe de France, et en Coupe de la Ligue.

## Préparation d'avant-saison
Dans le cadre du stage au Portugal, le LOSC participe les 20 et 21 juillet 2018 à l'Algarve Cup. Après un succès face au FC Porto et un nul face à Everton, le club nordiste remporte cette compétition amicale.

## Transferts

### Transferts estivaux

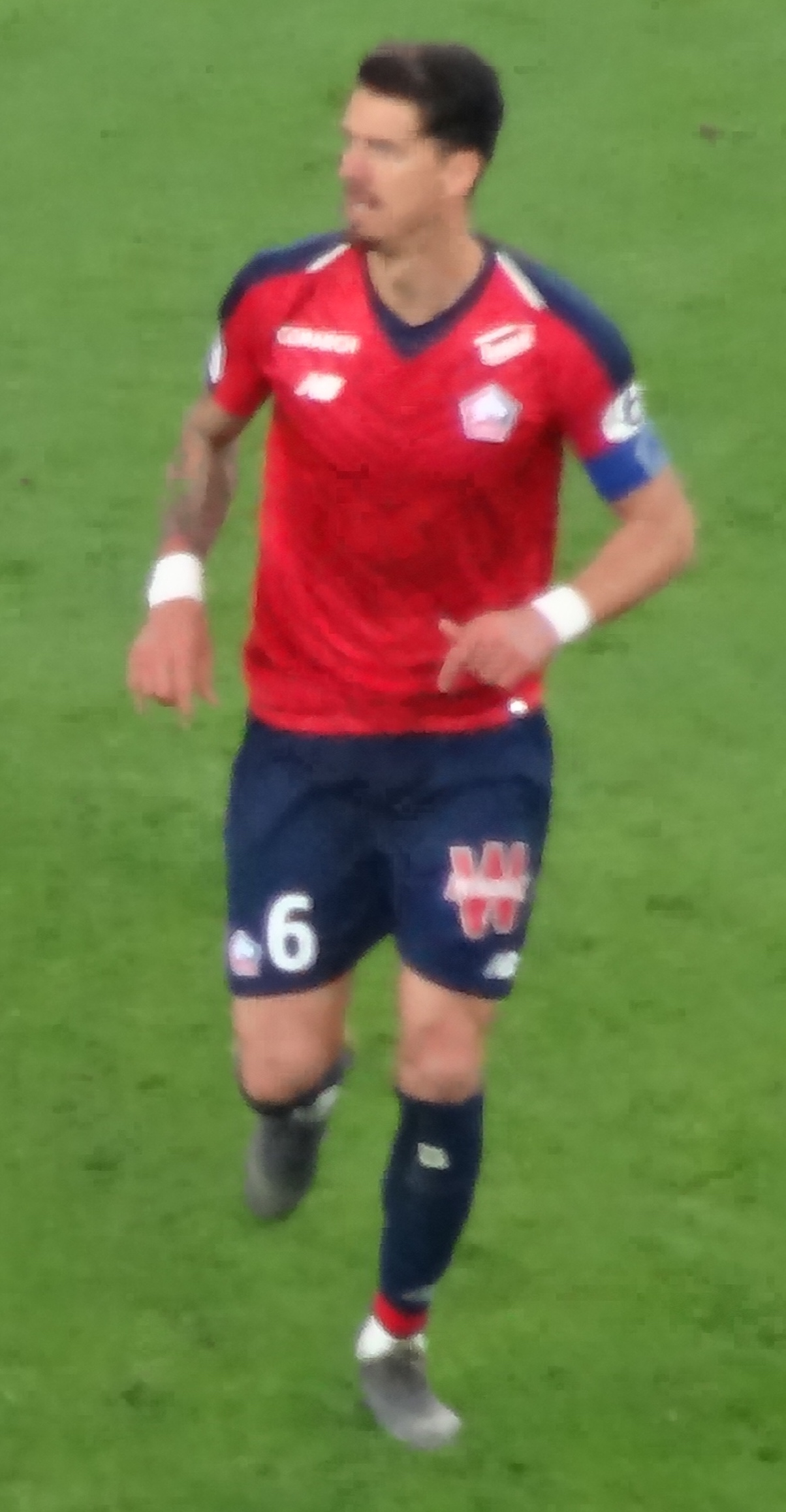
Le nouveau capitaine, José Fonte

Après une saison compliquée et une 17e place au classement à cause d'un effectif jugé trop jeune, le LOSC a voulu apporter plus d'expérience au sein de son équipe. C'est ainsi que le champion d'Europe 2016 José Fonte rejoint la défense lilloise, l'international français Loïc Rémy renforce quant à lui l'attaque puis Jérémy Pied arrive en fin de mercato. Par ailleurs, le club nordiste continue sa stratégie d'attirer de jeunes talents, c'est le cas de Jonathan Bamba qui sort d'une bonne saison avec Saint-Étienne, de Jonathan Ikoné et de Zeki Çelik. Le LOSC a également réussi à mettre la main sur deux jeunes joueurs convoités par les plus grands clubs européens : l'espoir portugais Rafael Leão et le prodige turc de 16 ans Ferhat Cogalan.
Pour équilibrer les comptes, le club a été dans l'obligation de vendre et ce sont principalement les joueurs de l'ère Seydoux qui ont quitté le club. Le capitaine Ibrahim Amadou rejoint le Séville FC alors que son compère du milieu de terrain Yves Bissouma est le transfert le plus cher de ce mercato lillois (17 millions d'euros). Kévin Malcuit quitte également Lille après seulement une saison passée au club. Soumis à une restriction de sa masse salariale par la DNCG, le LOSC a prêté certains joueurs pour homologuer des arrivées, c'est le cas pour Yassine Benzia ou Anwar El-Ghazi. Enfin, le gardien Vincent Enyeama voit son contrat rompu après 7 années dans le Nord.

## Compétitions
| Championnat de France    | Coupe de France                                        | Coupe de la Ligue                                             |
| ------------------------ | ------------------------------------------------------ | ------------------------------------------------------------- |
| Deuxième place 75 points | Huitièmes de finale éliminé par le Stade rennais (2-1) | Seizièmes de finale éliminé par le RC Strasbourg Alsace (2-0) |
| 22V 9N 7D                | 2V 0N 1D                                               | 0V 0N 1D                                                      |
| TOTAL: 24V 9N 9D         |                                                        |                                                               |

### Championnat
La Ligue 1 2018-2019 est la quatre-vingt-unième édition du championnat de France de football et la dix-septième sous l'appellation « Ligue 1 ». La division oppose vingt clubs en une série de trente-huit rencontres. Les meilleurs de ce championnat se qualifient pour les coupes d'Europe que sont la Ligue des Champions (le podium) et la Ligue Europa (le quatrième et les vainqueurs des coupes nationales). Le LOSC participe à cette compétition pour la cinquante-neuvième fois de son histoire et la dix-neuvième fois de suite depuis la saison 2000-2001.
Les relégués de la saison précédente, le FC Metz et l'ES Troyes AC sont remplacés par le Stade de Reims, champion de Ligue 2 en 2017-2018, et le Nîmes Olympique.

#### Classement
| Rang | Équipe                  | Pts | J  | G  | N  | P  | Bp  | Bc | Diff | Qualification ou relégation                                      |
| ---- | ----------------------- | --- | -- | -- | -- | -- | --- | -- | ---- | ---------------------------------------------------------------- |
| 1    | Paris Saint-Germain T S | 91  | 38 | 29 | 4  | 5  | 105 | 35 | +70  | Qualification pour la phase de groupes de la Ligue des champions |
| 2    | LOSC Lille              | 75  | 38 | 22 | 9  | 7  | 68  | 33 | +35  | Qualification pour la phase de groupes de la Ligue des champions |
| 3    | Olympique lyonnais      | 72  | 38 | 21 | 9  | 8  | 70  | 47 | +23  | Qualification pour la phase de groupes de la Ligue des champions |
| 4    | AS Saint-Étienne        | 66  | 38 | 19 | 9  | 10 | 59  | 41 | +18  | Qualification pour la phase de groupes de la Ligue Europa        |
| 5    | Olympique de Marseille  | 61  | 38 | 18 | 7  | 13 | 60  | 52 | +8   |                                                                  |
| 6    | Montpellier Hérault SC  | 59  | 38 | 15 | 14 | 9  | 53  | 42 | +11  |                                                                  |
| 7    | OGC Nice                | 56  | 38 | 15 | 11 | 12 | 30  | 35 | −5   |                                                                  |

#### Évolution du classement et des résultats
| Journée  | 1 | 3 | 4 | 5 | 6 | 7 | 8 | 9 | 10 | 11 | 12 | 13 | 14 | 15 | 16 | 17 | 18 | 19 | 20 | 21 | 22 | 23 | 24 | 25 | 26 | 27 | 28 | 29 | 30 | 31 | 32 | 33 | 34 | 35 | 36 | 37 | 38 | Journées en tête | Journées sur le podium |
| -------- | - | - | - | - | - | - | - | - | -- | -- | -- | -- | -- | -- | -- | -- | -- | -- | -- | -- | -- | -- | -- | -- | -- | -- | -- | -- | -- | -- | -- | -- | -- | -- | -- | -- | -- | ---------------- | ---------------------- |
| Rang     | 4 | 3 | 4 | 3 | 2 | 4 | 2 | 2 | 2  | 2  | 3  | 2  | 4  | 4  | 2  | 2  | 2  | 2  | 2  | 2  | 2  | 2  | 2  | 2  | 2  | 2  | 2  | 2  | 2  | 2  | 2  | 2  | 2  | 2  | 2  | 2  | 2  | 0                | 32                     |
| Résultat | G | G | D | G | G | D | G | G | G  | G  | D  | N  | D  | N  | G  | N  | G  | D  | G  | G  | G  | G  | G  | N  | N  | G  | G  | D  | G  | N  | G  | N  | G  | N  | G  | G  | D  | —                | —                      |

### Coupe de la Ligue
La coupe de la Ligue 2018-2019 est la 25e édition de la Coupe de la Ligue, compétition à élimination directe organisée par la Ligue de football professionnel (LFP) depuis 1994, qui rassemble uniquement les clubs professionnels de Ligue 1, Ligue 2 et National. Le Paris Saint-Germain remet son titre de Coupe de la Ligue en jeu pour la cinquième fois consécutive, après les éditions 2014, 2015, 2016, 2017 et 2018. Le club parisien détient le record de victoires, au nombre de huit, dans cette compétition, à quatre unités devant l'Olympique de Marseille et les Girondins de Bordeaux.

### Coupe de France
La coupe de France 2018-2019 est la 102e édition de la coupe de France, une compétition à élimination directe mettant aux prises tous les clubs de football amateurs et professionnels à travers la France métropolitaine et les DOM-TOM. Elle est organisée par la FFF et ses ligues régionales. Lors de cette édition 2019, le PSG remet en jeu son titre de l'année dernière[C'est-à-dire ?] obtenu face aux Herbiers Football. Par ailleurs, la formation parisienne détient le record de victoires dans cette compétition, au nombre de douze.

## Joueurs

### Effectif professionnel
Le premier tableau liste l'effectif professionnel du LOSC pour la saison 2018-2019. Le second recense les prêts effectués par le club lors de cette même saison.
En grisé, les sélections de joueurs internationaux chez les jeunes mais n'ayant jamais été appelés aux échelons supérieur une fois l'âge limite dépassé.

## Statistiques

### Statistiques collectives
| Compétition       | Débute au tour | Termine        | Matches joués | Gagnés | Nuls | Perdus | Buts pour | Buts contre | Différence |
| ----------------- | -------------- | -------------- | ------------- | ------ | ---- | ------ | --------- | ----------- | ---------- |
| Ligue 1           | -              | 2e             | 38            | 22     | 9    | 7      | 68        | 33          | +35        |
| Coupe de la Ligue | 1/16 de finale | 1/16 de finale | 1             | 0      | 0    | 1      | 0         | 2           | -2         |
| Coupe de France   | 1/32 de finale | 1/8 de finale  | 3             | 2      | 0    | 1      | 3         | 2           | +1         |
| Total             | -              | -              | 42            | 24     | 9    | 9      | 71        | 37          | +34        |

### Statistiques individuelles

#### Statistiques buteurs
| Place | Nom               | Ligue 1 | Coupe de France | Coupe de la Ligue | TOTAL des buts |
| 1     | Nicolas Pépé      | 22      | 1               |                   | 23 buts        |
| 2     | Jonathan Bamba    | 13      | 1               |                   | 14 buts        |
| 3     | Rafael Leão       | 8       |                 |                   | 8 buts         |
| 4     | Loïc Rémy         | 7       |                 |                   | 7 buts         |
| 5     | Luiz Araújo       | 3       | 1               |                   | 4 buts         |
| 6     | José Fonte        | 3       |                 |                   | 3 buts         |
| 6     | Jonathan Ikoné    | 3       |                 |                   | 3 buts         |
| 8     | Xeka              | 2       |                 |                   | 2 buts         |
| 9     | Zeki Çelik        | 1       |                 |                   | 1 but          |
| 9     | Gabriel           | 1       |                 |                   | 1 but          |
| 9     | Rui Fonte         | 1       |                 |                   | 1 but          |
| 9     | Lebo Mothiba      | 1       |                 |                   | 1 but          |
| 9     | Boubakary Soumaré | 1       |                 |                   | 1 but          |
| Total | 13 buteurs        | 66 buts | 3 buts          | 0 but             | 69 buts        |

#### Statistiques passeurs
| Place | Nom               | Ligue 1   | Coupe de France | Coupe de la Ligue | TOTAL des passes |
| 1     | Nicolas Pépé      | 11        | 1               |                   | 12 passes        |
| 2     | Jonathan Ikoné    | 9         | 1               |                   | 10 passes        |
| 3     | Zeki Çelik        | 5         |                 |                   | 5 passes         |
| 4     | Thiago Mendes     | 4         |                 |                   | 4 passes         |
| 5     | Jonathan Bamba    | 2         | 1               |                   | 3 passes         |
| 6     | Rafael Leão       | 2         |                 |                   | 2 passes         |
| 6     | Jérémy Pied       | 2         |                 |                   | 2 passes         |
| 6     | Loïc Rémy         | 2         |                 |                   | 2 passes         |
| 9     | Luiz Araújo       | 1         |                 |                   | 1 passe          |
| 9     | Fodé Ballo-Touré  | 1         |                 |                   | 1 passe          |
| 9     | Yassine Benzia    | 1         |                 |                   | 1 passe          |
| 9     | José Fonte        | 1         |                 |                   | 1 passe          |
| 9     | Youssouf Koné     | 1         |                 |                   | 1 passe          |
| 9     | Thiago Maia       | 1         |                 |                   | 1 passe          |
| 9     | Adama Soumaoro    | 1         |                 |                   | 1 passe          |
| 9     | Boubakary Soumaré | 1         |                 |                   | 1 passe          |
| Total | 16 passeurs       | 45 passes | 3 passes        | 0 passe           | 48 passes        |

#### Statistiques détaillées
| Numéro | Nat. | Nom               | Championnat | Championnat | Championnat    | Championnat | Championnat  | Coupe de France | Coupe de France | Coupe de France | Coupe de France | Coupe de France | Coupe de la Ligue | Coupe de la Ligue | Coupe de la Ligue | Coupe de la Ligue | Coupe de la Ligue | Total | Total       | Total          | Total  | Total        |
| Numéro | Nat. | Nom               | M.j.        | But inscrit | Passe décisive | Averti      | Carton rouge | M.j.            | But inscrit     | Passe décisive  | Averti          | Carton rouge    | M.j.              | But inscrit       | Passe décisive    | Averti            | Carton rouge      | M.j.  | But inscrit | Passe décisive | Averti | Carton rouge |
| ------ | ---- | ----------------- | ----------- | ----------- | -------------- | ----------- | ------------ | --------------- | --------------- | --------------- | --------------- | --------------- | ----------------- | ----------------- | ----------------- | ----------------- | ----------------- | ----- | ----------- | -------------- | ------ | ------------ |
| 3      |      | Youssouf Koné     | 20          | 0           | 1              | 3           | 0            | 2               | 0               | 0               | 0               | 0               | 1                 | 0                 | 0                 | 0                 | 0                 | 23    | 0           | 1              | 3      | 0            |
| 4      |      | Gabriel           | 14          | 1           | 0              | 1           | 0            | 1               | 0               | 0               | 0               | 0               | 1                 | 0                 | 0                 | 0                 | 0                 | 17    | 1           | 0              | 1      | 0            |
| 5      |      | Adama Soumaoro    | 20          | 0           | 1              | 6           | 1            | 2               | 0               | 0               | 0               | 1               | 0                 | 0                 | 0                 | 0                 | 0                 | 22    | 0           | 1              | 6      | 2            |
| 6      |      | José Fonte        | 36          | 3           | 1              | 5           | 1            | 2               | 0               | 0               | 1               | 0               | 0                 | 0                 | 0                 | 0                 | 0                 | 38    | 3           | 1              | 6      | 1            |
| 7      |      | Rafael Leão       | 24          | 8           | 2              | 3           | 0            | 2               | 0               | 0               | 0               | 0               | 0                 | 0                 | 0                 | 0                 | 0                 | 26    | 8           | 2              | 3      | 0            |
| 8      |      | Xeka              | 27          | 2           | 0              | 10          | 0            | 2               | 0               | 0               | 1               | 0               | 1                 | 0                 | 0                 | 0                 | 0                 | 30    | 2           | 0              | 11     | 0            |
| 9      |      | Loïc Rémy         | 26          | 7           | 2              | 3           | 0            | 2               | 0               | 0               | 0               | 0               | 1                 | 0                 | 0                 | 0                 | 0                 | 29    | 7           | 2              | 3      | 0            |
| 10     |      | Rui Fonte         | 18          | 1           | 0              | 1           | 0            | 1               | 0               | 0               | 0               | 0               | 1                 | 0                 | 0                 | 0                 | 0                 | 20    | 1           | 0              | 1      | 0            |
| 11     |      | Luiz Araújo       | 25          | 3           | 1              | 2           | 1            | 3               | 1               | 0               | 0               | 0               | 1                 | 0                 | 0                 | 1                 | 0                 | 29    | 4           | 1              | 3      | 1            |
| 12     |      | Jonathan Ikoné    | 38          | 3           | 9              | 3           | 0            | 2               | 0               | 1               | 0               | 0               | 1                 | 0                 | 0                 | 0                 | 0                 | 41    | 3           | 10             | 3      | 0            |
| 14     |      | Jonathan Bamba    | 38          | 13          | 2              | 4           | 0            | 3               | 1               | 1               | 0               | 0               | 0                 | 0                 | 0                 | 0                 | 0                 | 41    | 14          | 3              | 4      | 0            |
| 15     |      | Edgar Ié          | 7           | 0           | 0              | 1           | 0            | 2               | 0               | 0               | 0               | 0               | 1                 | 0                 | 0                 | 0                 | 0                 | 10    | 0           | 0              | 1      | 0            |
| 16     |      | Mike Maignan      | 38          | 0           | 0              | 1           | 0            | 3               | 0               | 0               | 1               | 0               | 1                 | 0                 | 0                 | 0                 | 0                 | 42    | 0           | 0              | 2      | 0            |
| 17     |      | Zeki Çelik        | 34          | 1           | 5              | 5           | 1            | 2               | 0               | 0               | 0               | 0               | 0                 | 0                 | 0                 | 0                 | 0                 | 36    | 1           | 5              | 5      | 1            |
| 18     |      | Lebo Mothiba      | 3           | 1           | 0              | 0           | 0            | 0               | 0               | 0               | 0               | 0               | 0                 | 0                 | 0                 | 0                 | 0                 | 3     | 1           | 0              | 0      | 0            |
| 19     |      | Nicolas Pépé      | 38          | 22          | 11             | 1           | 0            | 2               | 1               | 1               | 0               | 0               | 1                 | 0                 | 0                 | 0                 | 0                 | 41    | 23          | 12             | 1      | 0            |
| 20     |      | Thiago Maia       | 24          | 0           | 1              | 4           | 0            | 1               | 0               | 0               | 0               | 0               | 1                 | 0                 | 0                 | 0                 | 0                 | 26    | 0           | 1              | 4      | 0            |
| 21     |      | Arton Zekaj       | 1           | 0           | 0              | 0           | 0            | 0               | 0               | 0               | 0               | 0               | 0                 | 0                 | 0                 | 0                 | 0                 | 1     | 0           | 0              | 0      | 0            |
| 22     |      | Yves Dabila       | 12          | 0           | 0              | 2           | 0            | 3               | 0               | 0               | 0               | 0               | 1                 | 0                 | 0                 | 0                 | 0                 | 16    | 0           | 0              | 2      | 0            |
| 23     |      | Thiago Mendes     | 35          | 0           | 4              | 10          | 0            | 2               | 0               | 0               | 0               | 0               | 0                 | 0                 | 0                 | 0                 | 0                 | 37    | 0           | 4              | 10     | 0            |
| 24     |      | Boubakary Soumaré | 17          | 1           | 1              | 3           | 0            | 3               | 0               | 0               | 1               | 0               | 1                 | 0                 | 0                 | 0                 | 0                 | 21    | 1           | 1              | 4      | 0            |
| 25     |      | Fodé Ballo-Touré  | 18          | 0           | 1              | 3           | 0            | 0               | 0               | 0               | 0               | 0               | 0                 | 0                 | 0                 | 0                 | 0                 | 18    | 0           | 1              | 3      | 0            |
| 26     |      | Jérémy Pied       | 11          | 0           | 2              | 0           | 0            | 1               | 0               | 0               | 0               | 0               | 1                 | 0                 | 0                 | 0                 | 0                 | 13    | 0           | 2              | 0      | 0            |
| 28     |      | Reinildo          | 3           | 0           | 0              | 0           | 0            | 0               | 0               | 0               | 0               | 0               | 0                 | 0                 | 0                 | 0                 | 0                 | 3     | 0           | 0              | 0      | 0            |
|        |      | Yassine Benzia    | 2           | 0           | 1              | 0           | 0            | 0               | 0               | 0               | 0               | 0               | 0                 | 0                 | 0                 | 0                 | 0                 | 2     | 0           | 1              | 0      | 0            |

#### Statistiques joueurs prêtés
| Nom              | Club en prêt                 | Championnat | Championnat | Championnat | Championnat  | Coupes nationales | Coupes nationales | Coupes nationales | Coupes nationales | Compétitions internationales | Compétitions internationales | Compétitions internationales | Compétitions internationales | Total | Total | Total  | Total        |
| Nom              | Club en prêt                 | MJ          | B           | Averti      | Carton rouge | MJ                | B                 | Averti            | Carton rouge      | MJ                           | B                            | Averti                       | Carton rouge                 | MJ    | B     | Averti | Carton rouge |
| ---------------- | ---------------------------- | ----------- | ----------- | ----------- | ------------ | ----------------- | ----------------- | ----------------- | ----------------- | ---------------------------- | ---------------------------- | ---------------------------- | ---------------------------- | ----- | ----- | ------ | ------------ |
| Júnior Alonso    | Celta de Vigo + Boca Juniors | 9 + 7       | 0           | 2 + 1       | 0            | 2 + 6             | 0                 | 0 + 3             | 0                 | 0                            | 0                            | 0                            | 0                            | 24    | 0     | 6      | 0            |
| Yassine Benzia   | Fenerbahçe SK                | 13          | 0           | 3           | 0            | 4                 | 0                 | 0                 | 0                 | 3                            | 0                            | 1                            | 0                            | 20    | 0     | 4      | 0            |
| Ruben Droehnle   | US Orléans                   | 1           | 0           | 0           | 0            | 0                 | 0                 | 0                 | 0                 | 0                            | 0                            | 0                            | 0                            | 1     | 0     | 0      | 0            |
| Anwar El-Ghazi   | Aston Villa                  | 34          | 6           | 5           | 1            | 2                 | 0                 | 0                 | 0                 | 0                            | 0                            | 0                            | 0                            | 36    | 6     | 5      | 1            |
| Edgar Ié         | FC Nantes                    | 9           | 0           | 2           | 0            | 2                 | 0                 | 0                 | 0                 | 0                            | 0                            | 0                            | 0                            | 11    | 0     | 2      | 0            |
| Rominigue Kouamé | Paris FC                     | 26          | 0           | 5           | 0            | 1                 | 0                 | 0                 | 0                 | 0                            | 0                            | 0                            | 0                            | 27    | 0     | 5      | 0            |
| Agim Zeka        | Fortuna Sittard              | 1           | 0           | 0           | 0            | 0                 | 0                 | 0                 | 0                 | 0                            | 0                            | 0                            | 0                            | 1     | 0     | 0      | 0            |

## Onze de départ (toutes compétitions)
| No. | Pos. | Joueur         | Joués | Notes                      |
| --- | ---- | -------------- | ----- | -------------------------- |
| 16  | GB   | Mike Maignan   | 42    |                            |
| 17  | DD   | Zeki Çelik     | 36    | Pied a joué 13 fois        |
| 6   | DC   | José Fonte     | 38    | Dabila a joué 16 fois      |
| 5   | DC   | Adama Soumaoro | 22    | Gabriel a joué 17 fois     |
| 3   | DG   | Youssouf Koné  | 23    | Ballo-Touré a joué 18 fois |
| 23  | MR   | Thiago Mendes  | 37    | Maia a joué 26 fois        |
| 8   | MR   | Xeka           | 30    | Soumaré a joué 21 fois     |
| 12  | MOC  | Jonathan Ikoné | 41    | R. Fonte a joué 20 fois    |
| 19  | AiD  | Nicolas Pépé   | 41    |                            |
| 14  | AiG  | Jonathan Bamba | 41    | Araújo a joué 29 fois      |
| 9   | AC   | Loïc Rémy      | 29    | Leão a joué 26 fois        |

| Maignan J. Fonte Soumaoro (C) Çelik Koné Mendes Xeka Pépé Ikoné Bamba Rémy |

## Récompenses individuelles

### Dogues du mois
Le club fait voter ses supporters pour désigner un joueur du mois parmi l'effectif, il est appelé le Dogue du mois. En fin de saison, Nicolas Pépé remporte le trophée du Dogue de l'année.
| Mois      | Vainqueurs     | Mois             | Vainqueurs     |
| --------- | -------------- | ---------------- | -------------- |
| Août      | Nicolas Pépé   | Janvier          | Nicolas Pépé   |
| Septembre | Nicolas Pépé   | Février          | Jonathan Ikoné |
| Octobre   | Jonathan Bamba | Mars             | Nicolas Pépé   |
| Novembre  | José Fonte     | Avril            | Nicolas Pépé   |
| Décembre  | Nicolas Pépé   | Dogue de l'année | Nicolas Pépé   |

### Trophées UNFP
Trophées UNFP du football 2019
- Meilleur entraîneur :  Christophe Galtier
- Meilleur gardien :  Mike Maignan
- Plus beau but de la saison :  Loïc Rémy
- Équipe type de la saison :  Mike Maignan et  Nicolas Pépé

Trophée du joueur du mois UNFP
- Septembre et Janvier :  Nicolas Pépé
- Avril :  Jonathan Bamba

## Affluences

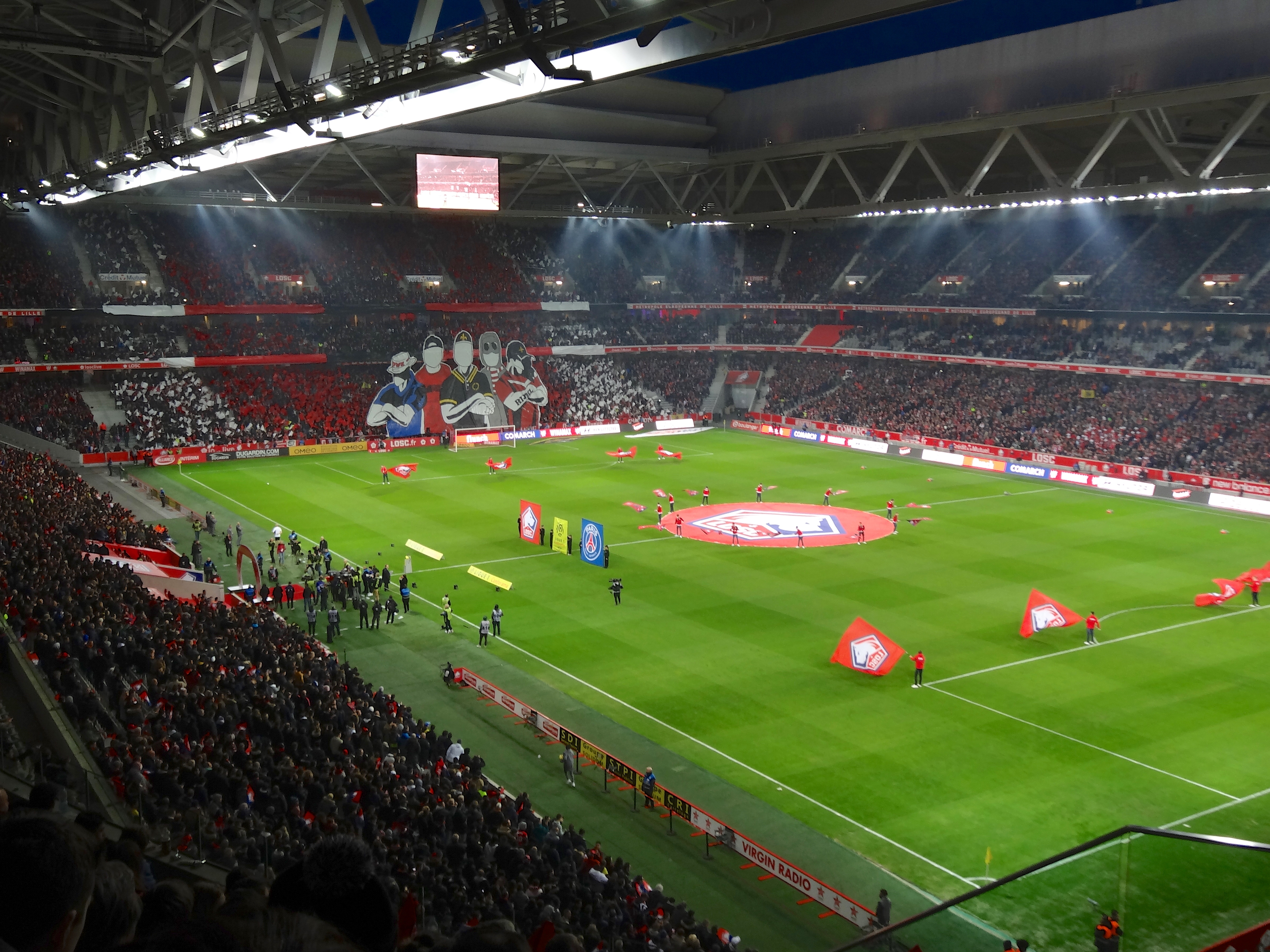
Le stade Mauroy plein, pour la réception du PSG

## Équipe réserve
L'équipe réserve du LOSC, appelée Pro 2, joue cette saison en National 2 dans le groupe D et elle est entraînée par Patrick Collot. La saison dernière, l'équipe avait terminé à la 11e place du groupe C de la National 2.